# Villiers-sur-Tholon
Villiers-sur-Tholon is een plaats en voormalige gemeente in het Franse departement Yonne in de regio Bourgogne-Franche-Comté. De plaats maakt deel uit van het arrondissement Auxerre.

## Geschiedenis
De gemeente maakte deel uit van het kanton Aillant-sur-Tholon totdat dit op 22 maart 2015 werd opgeheven en de gemeenten werden opgenomen in het kanton Charny. Op 1 januari 2017 fuseerde Villiers-sur-Tholon met Champvallon, Aillant-sur-Tholon en Volgré tot de huidige commune nouvelle Montholon.

## Geografie
De oppervlakte van Villiers-sur-Tholon bedraagt 15,8 km², de bevolkingsdichtheid is 26,5 inwoners per km².
De onderstaande kaart toont de ligging van Villiers-sur-Tholon met de belangrijkste infrastructuur en aangrenzende gemeenten.

## Demografie
Onderstaande figuur toont het verloop van het inwonertal (bron: INSEE-tellingen).